# Batalha de Morgarten

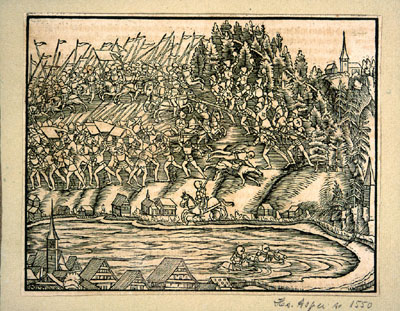
Batalha de Morgarten. Xilografia de Johannes Stumpf, 1547

A Batalha de Morgarten aconteceu em 15 de novembro de 1315, ao sul de Zurique, onde cerca de 1 500 confederados suíços lutaram contra 4 000 a 8 000 soldados do duque Leopoldo I da Áustria de e Habsburgo.

## Origem
Esta batalha foi provocada pela tensão entre os Habsburgos e os confederados, a tensão aumentou ainda mais quando o conflito eclodiu em 1314 entre o duque Luís IV da Baviera e Frederico, o Belo, cada qual reivindicando a coroa. Como os Confederados tinham apoiado Louis IV, a guerra eclodiu após um novo conflito entre os Habsburgos e de Schwyz.

## Batalha

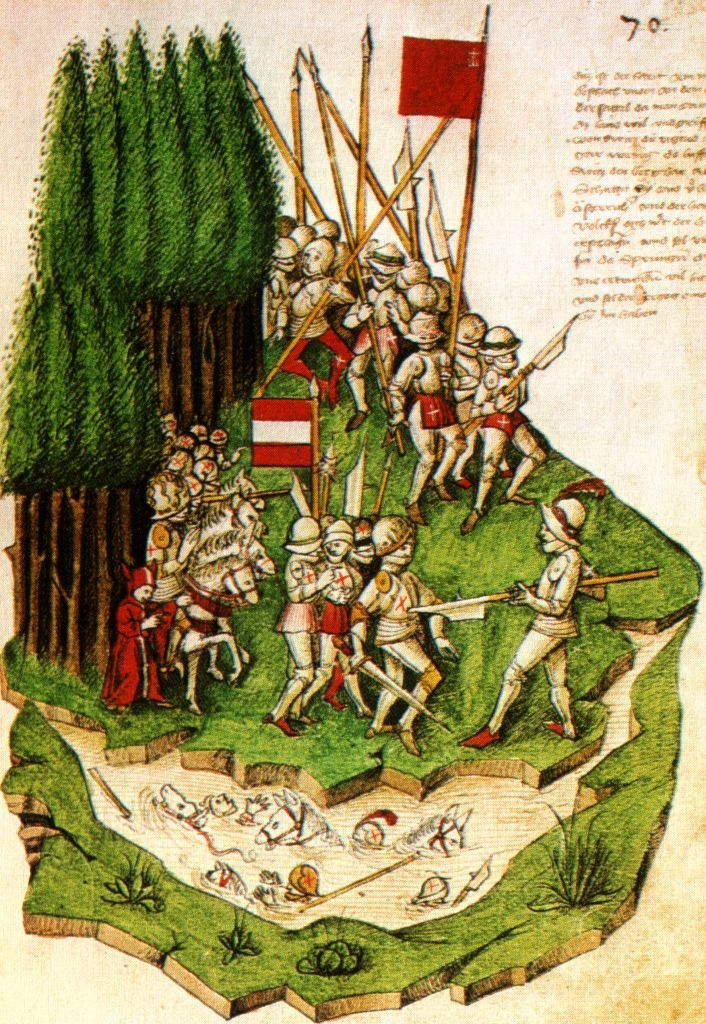
Benedicht Tschachtlan, 1470

O irmão de Frederico Leopoldo I da Áustria tinha com ele um exército inteiro (3 000 a 5 000 homens armados, um terço de Cavaleiros). É previsto um ataque surpresa contra a Waldstätten sul, em torno da passagem de Ägerisee Morgarten. Ele esperava um total vitória fácil sobre os camponeses simples, que desafiaram a Áustria. Mas os confederados, tendo sido avisados, o inimigo esperou em emboscada em uma estrada estreita entre as falésias e mangues.
Quando os Habsburgos chegaram ao local da emboscada, uma avalanche de pedras e troncos de árvore atingiu os cavaleiros, os cavalos assustaram-se e causaram grande confusão. Foi neste momento que o povo de Schwyz, liderado por Werner Stauffacher, atacou. Os Highlanders, armados com lanças, piques e alabardas, aproveitaram a confusão.
Depois, houve um grande massacre dos austríacos que foram incapazes de defender adequadamente por causa da grande confusão nas suas fileiras. Na verdade, a vanguarda estava lutando para quebrar as linhas Confederadas sem o apoio da retaguarda e fugiram, a confusão foi tal que nenhuma ordem foi respeitada. Além disso, os camponeses não tinham interesse em fazer prisioneiros, eles, inclusive apedrejaram os feridos.
Isso realmente originou a reputação dos confederados como bárbaros. Em seguida, ficaram conhecidos como guerreiros ferozes e temíveis, respeitado pelos outros países.

## Legado
Esta é uma das poucas ocasiões na Idade Média, onde as comunidades agrícolas foram capazes de libertar-se do seu senhor feudal.
A vitória fortaleceu a coesão dos cantões Morgarten Alpina. Ela reuniu suas cidades vizinhas e especialmente as cidades de Lucerna, Zurique e Berna. Estes comunas livres, enquanto burgueses se uniram com os cantões camponeses contra as pretensões dos Habsburgos.